# MOIN Filmförderung Hamburg Schleswig-Holstein
Die MOIN Filmförderung Hamburg Schleswig-Holstein ist die Filmförderinstitution der beiden Länder Hamburg und Schleswig-Holstein, der Sitz befindet sich in Hamburg. Sie entstand 2007 aus der Fusion der FilmFörderung Hamburg GmbH und der MSH – Gesellschaft zur Förderung audiovisueller Werke in Schleswig-Holstein.

## Aufgaben
Aufgabe der MOIN Filmförderung ist es, Kinofilme, High-End-Serien und innovative, audiovisuelle Formate aller Genres zu unterstützen: vom ersten Drehbuchentwurf über die Produktion bis hin zum Verleih und Vertrieb sowie der Festivalpräsentationen.
Jährlich stehen Fördermittel in Höhe von ca. 15,8 Mio. Euro zur Verfügung. Vier Gremien, bestehend aus Branchenkennern, entscheiden je viermal jährlich über die Vergabe der Mittel: Das Gremium „High End“ entscheidet über Filme mit Herstellungskosten über 3,5 Mio. Euro, das Gremium „Director's Cut“ über Projekte mit einem Budget bis zu 3,5 Mio. Euro. Mit dem in Kiel ansässigen Gremium „Kurz + Innovativ“ werden Kurzfilme und innovative audiovisuelle Formate unterstützt. Entscheidungskriterien für eine Förderung sind u. a. die inhaltliche oder innovative Qualität des jeweiligen Projektes sowie ein umfassender Hamburg- bzw. Schleswig-Holstein-Bezug. Dazu gehören Hamburg und Schleswig-Holstein als Drehorte und die Nutzung der hier angesiedelten Fachkräfte und filmtechnischen Betriebe.
Die Filmwerkstatt mit Sitz in Kiel ist Teil der MOIN Filmförderung. Sie unterstützt nach eigenen Angaben Nachwuchs sowie Quereinsteiger und stellt einen Technikpool für nichtkommerzielle Film- und Medienprojekte bereit.
Mit der Film Commission (FCHSH) bietet die MOIN Filmförderung zudem eine zentrale Anlauf- und Informationsstelle für Anfragen zu Dreharbeiten.
Zu den von der MOIN Filmförderung unterstützten Projekten zählen Produktionen wie Aus dem Nichts (Gewinner Golden Globe 2018) und Gegen die Wand (Gewinner des Goldenen Bären, Berlinale 2005) von Fatih Akin, Systemsprenger (Gewinner des Silbernen Bären, Berlinale 2019) von Nora Fingscheidt und 3 Tage in Quiberon (7 Auszeichnungen beim Deutschen Filmpreis 2018) von Regisseurin Emily Atef. Internationale Koproduktionen wie Roman Polanskis Der Ghostwriter (2010) gehören ebenso ins Förderportfolio der MOIN Filmförderung wie die Unterstützung unabhängiger Dokumentarfilmer wie z. B. Monika Treut, Christian Bau, Thomas Tielsch sowie die Stärkung des regionalen Filmnachwuchses.

## Service
Die MOIN Filmförderung Hamburg Schleswig-Holstein verfolgt nach eigenen Angaben aktuelle Entwicklungen auf dem Film- und Fernsehmarkt und unterstützt mit Veranstaltungen und Seminaren zu branchenrelevanten Themen wie Finanzierung, Recht und Digitalisierung Produzenten und Filmemacher. Auch international sei die MOIN Filmförderung vernetzt, sie helfe Filmemachern bei der Kontaktaufnahme zu ausländischen Produzenten und unterstütze so die Entwicklung internationaler Koproduktionen.
Die Film Commission (FCHSH), die mit Büros in Hamburg und Kiel vertreten ist, berät Produzenten aus dem In- und Ausland in Fragen um den Dreh in der Nordregion, hilft bei der Motivsuche, vermittelt Ansprechpartner und Kontakte zu Branchenfachleuten, Behörden und Dienstleistern.

## Geschichte
Die Geschichte der MOIN Filmförderung geht auf die Entwicklung unterschiedlicher Filmfördersysteme in Hamburg und Schleswig-Holstein seit Ende der 1970er-Jahre zurück.
Im Jahr 1979 etablierten Filmschaffende wie Hark Bohm, Wim Wenders, Werner Herzog, Reinhard Hauff und Volker Schlöndorff in Hamburg das „Filmfest der Filmemacher“ und veröffentlichen die „Hamburger Erklärung“ gegen die Fremdbestimmung des deutschen Films durch Institutionen und Interessengruppen. Zu diesem Zweck wurde im selben Jahr das Hamburger Filmbüro e. V. gegründet. Erste Geschäftsführerin war die spätere Produzentin Helga Bähr.
1980 beschloss die Hamburgische Bürgerschaft eine kulturelle Filmförderung. Die Fördergelder, die die Kulturbehörde bereitstellt, wurden über das Hamburger Filmbüro e. V. direkt an die Filmemacher ausgezahlt. Zwei Jahre später wurde mit dem Filmförderausschuss der Hamburger Wirtschaftsbehörde auch eine wirtschaftliche Filmförderung installiert, die Fördermittel wurden an Produzenten vergeben.
1988 erfolgte die Umbenennung des Filmförderausschusses in Film Fonds Hamburg, dessen Geschäftsführung Dieter Kosslick, der spätere Intendant der Internationalen Filmfestspiele Berlin, übernahm. Die Geschäftsführung des Filmbüros, die seit 1983 bei Dieter Kosslick lag, übernahm Torsten Teichert.
Im Jahr 1989 gründeten das Hamburger Filmbüro und der Film Fonds Hamburg das VertriebKontor als gemeinsame Plattform für Verleih- und Vertriebsförderung. Im selben Jahr entstand der Verein Kulturelle Filmförderung Schleswig-Holstein e.V, dessen Ziel die regionale Förderung filmkultureller Arbeit durch Beratung, finanzielle Unterstützung und Weiterbildung war. Angeschlossen wurde die produktionsorientierte Filmwerkstatt in Kiel unter der Leitung von Bernd-Günther Nahm, in Lübeck entstand außerdem das Filmbüro.
1993 wurde unter der Leitung von Andrea Kunsemüller die MSH – Gesellschaft zur Förderung audiovisueller Werke in Schleswig-Holstein gegründet. Die MSH, deren Gesellschafter der NDR und die Unabhängige Landesanstalt für Rundfunk und neue Medien (ULR) waren, förderte Produktionen und bezuschusste Produktionsvorbereitung, Drehbuchentwicklung und Hörfunkprojekte. Zur Präsentation geförderter Projekte gründeten die Kulturelle Filmförderung Schleswig-Holstein und das Kommunale Kino Kiel das „Filmfest Schleswig-Holstein Augenweide“.
Im Jahr 1995 wurden das Hamburger Filmbüro, der Film Fonds Hamburg und das VertriebKontor zusammengefasst, ihre Aufgaben übernahm die neu gegründete FilmFörderung Hamburg GmbH (FFHH). Alleinige Gesellschafterin war die Freie und Hansestadt Hamburg.
1996 erhielt die Filmförderung Hamburg als hundertprozentige Tochter die Beratungsstelle für das europäische Filmförderprogramm: die MEDIA Desk Deutschland GmbH, seit 2000 geleitet von Cornelia Hammelmann.
1999 erfolgte die Zusammenführung der Kulturellen Filmförderung Schleswig-Holstein mit der Filmwerkstatt Kiel und dem Lübecker Filmbüro am Standort Kiel.
2002 begann die Filmförderung Hamburg die Veranstaltungsreihe „Film im Gespräch“ in Kooperation mit dem Hamburger Abaton Kino und die „Hamburger Filmworkshops“ mit der Anwaltskanzlei Unverzagt – von Have (aktueller Veranstaltungsname 2010: „Film und Recht“).
2003 firmierte die Filmfest Hamburg GmbH mit Festivalleiter Albert Wiederspiel als 100-prozentige Tochter der Filmförderung Hamburg.
2007 fusionierten die Filmförderung Hamburg und die MSH mit der Unterzeichnung des erweiterten Gesellschaftervertrags und unter der geschäftsführenden Leitung von Eva Hubert zur Filmförderung Hamburg Schleswig-Holstein GmbH (FFHSH). Ab 11. Juli übernahm die FFHSH die Geschäfte der Filmförderung Hamburg und die Aufgaben der MSH. Als weitere Gesellschafterin kamen neben der Freien und Hansestadt Hamburg die Landesregierung Schleswig-Holstein hinzu. Die Filmwerkstatt Kiel führte ihre Arbeit unter dem Dach der FFHSH fort.
2016 übernahm Maria Köpf die Geschäftsführung der FFHSH. Nach rund drei Jahren gab sie ihr Amt auf. Die 56-Jährige habe den Aufsichtsrat der Gesellschaft darüber informiert, dass sie ihren Vertrag über den 31. März 2019 hinaus nicht verlängern werde, teilte die Filmförderung im Mai 2018 mit.
2019 trat Helge Albers die Nachfolge von Maria Köpf in der Position der Geschäftsführung der Filmförderung Hamburg Schleswig-Holstein zum 1. April 2019 an.
Im Jahr 2021 kam es zu einer Umbenennung von Filmförderung Hamburg Schleswig Holstein in MOIN Filmförderung. Geschäftsführer Helge Albers hierzu: "Die Filmförderung Hamburg Schleswig-Holstein wird ab sofort unter dem Namen MOIN Filmförderung agieren und mit dem Claim „Moving Images North“ ihren Auftrag zentral in den Markennamen integrieren. Mit unserem neuen Auftritt stellen wir unsere Mission ganz klar nach vorne. Wir möchten für die Bewegtbildbranche in Hamburg und Schleswig-Holstein die bestmögliche Partnerin sein und die besten Filme und Serien in den Norden holen. Umso schöner, wenn sich diese Mission kurz und knapp in dem Lieblingswort der Norddeutschen abbilden lässt: MOIN!"

## Struktur
Gesellschafter der MOIN Filmförderung sind die Freie und Hansestadt Hamburg sowie das Land Schleswig-Holstein. Der MOIN Filmförderung stehen jährlich ca. 15,8 Mio. Euro (inklusive Betriebskosten) zur Verfügung. 10 Mio. Euro stammen aus Mitteln der Freien und Hansestadt Hamburg und 1 Mio. steuert das Land Schleswig-Holstein hinzu. 1,2 Mio. Euro kommen vom NDR, 1,1 Mio. vom ZDF sowie rund 2,3 Mio. Euro für Filmförderung aus einem vom Gesetzgeber festgelegten Anteil der Rundfunkgebühren. In dieser Summe enthalten sind 450.000 Euro für regionale NDR-Produktionen, die als Zuschüsse gewährt werden, um Schleswig-Holstein als Film- und Fernsehstandort zu stärken.

### Aufsichtsrat
Der Aufsichtsrat besteht aus drei Vertretern der Gesellschafterländer und sechs Fachleuten der Film- und Medienbranche. Die Aufgaben des Aufsichtsrates umfassen u. a. die Verabschiedung des Wirtschaftsplans, der Vergaberichtlinien, die Ernennung des Geschäftsführers/der Geschäftsführerin und die Auswahl der Mitglieder der Vergabegremien. Derzeit gehören folgende Personen dem Aufsichtsrat an:
- Carsten Brosda (Vorsitzender), Senator und Präses der Behörde für Kultur und Medien
- Sabine Rossbach (Stellvertretende Vorsitzende), Direktorin des Landesfunkhauses Hamburg, NDR
- Susanne Bieler-Seelhoff, Leiterin der Kulturabteilung des Ministeriums für Justiz, Kultur und Europa des Landes Schleswig-Holstein
- Jana Schiedek, Staatsrätin der Behörde für Kultur und Medien der Freien und Hansestadt Hamburg
- Martin Hagemann, Hochschullehrer der Filmuniversität Babelsberg Konrad Wolf und Produzent
- Claudia Landsberger, freie Mitarbeiterin (Media Consultant)
- Frauke Pieper, Juristin und Datenschutz, ZDF
- Florian Weischer, Unternehmer, Weischer Media
- Christoph Ott, Filmverleih und Marketing

### Gremien
Insgesamt bestimmen drei Gremien (High End, Director’s Cut, Kurz + Innovativ) über die Vergabe der Mittel.